# Frederiksberg Hospital

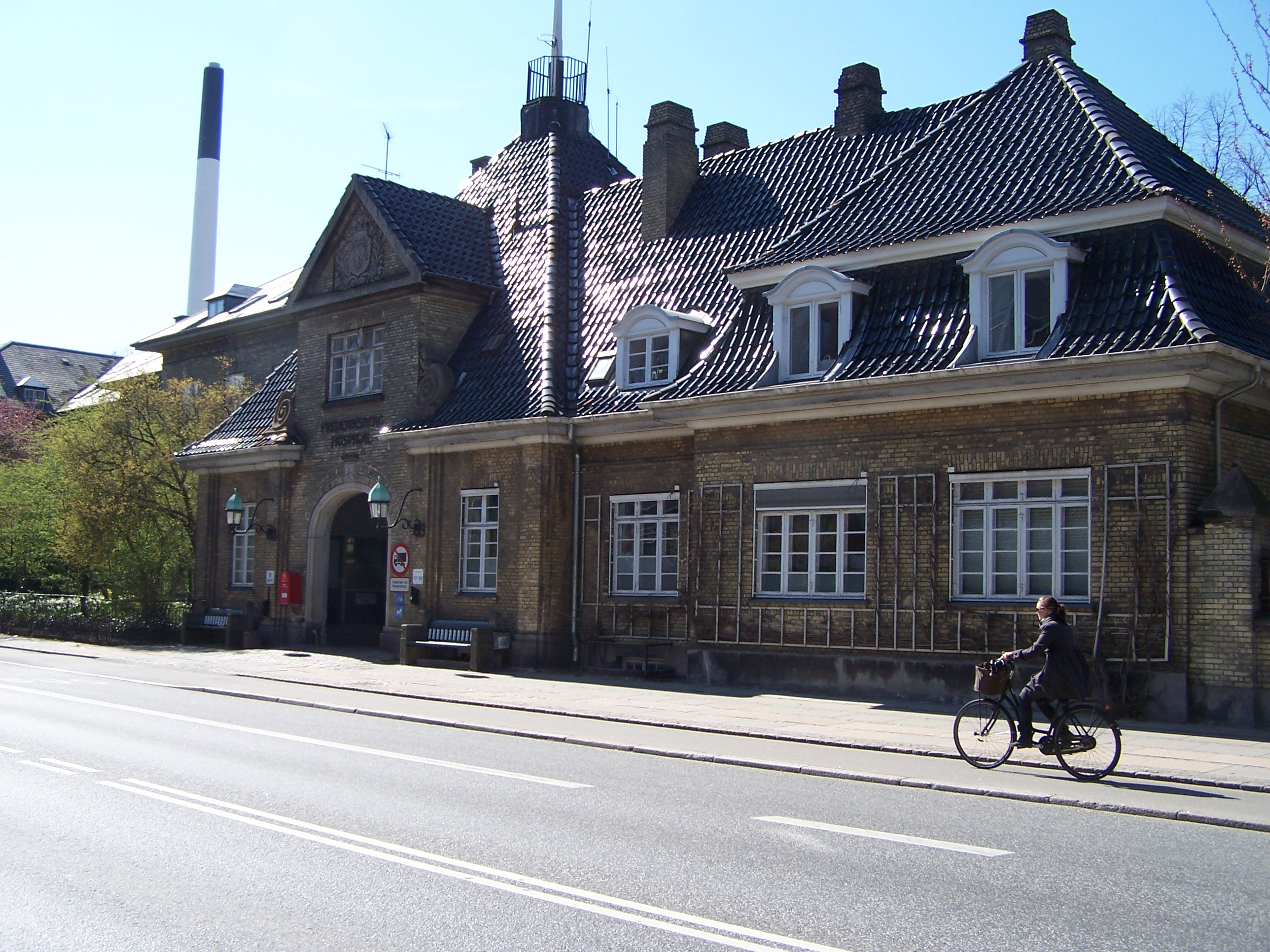
Frederiksberg Hospital

Das Frederiksberg Hospital (zu deutsch Krankenhaus Frederiksberg) ist ein mittelgroßes, staatliches Krankenhaus und liegt in der namensgebenden Stadt Frederiksberg in Dänemark. Es verfügt über 380 Betten (Stand 2005) und eine Notaufnahme.
Das Krankenhaus wurde 1903 als Ersatz für das ältere Stadtkrankenhaus gegründet, da letzteres zu klein geworden war.
Es liegt im ruhigen Wohnbereich der Stadt und verfügt über eine idyllische Gartenanlage.
Das Krankenhaus wuchs mit der Stadt Frederiksberg und hatte im Jahr 1970 etwa 1000 Betten. Im Jahre 1940 wurde der Bau um einen Flügel erweitert. Seither wurde es weiter spezialisiert und als Folge davon die Bettenzahl reduziert.
Das Krankenhaus gehört seit Januar 2007 organisatorisch zur Region Hovedstaden bzw. ist ein Teil des Universitätsklinikums Københavns Universitetshospital. Zuvor war es Teil der Krankenhausorganisation der „Groß-Kopenhagen-Region“.
Das Frederiksberg Hospital ist ein so genanntes Basiskrankenhaus und für die Einwohner der Gemeinde Frederiksberg selbst und darüber hinaus für die des Kopenhagener Stadtteils Vanløse zuständig. Zum Zuständigkeitsbereich gehören somit rund 130.000 Einwohner. Der medizinische Schwerpunkt des Krankenhauses liegt in der elektiven Chirurgie, der medizinische Versorgung und allgemein der Rehabilitation. Weitere medizinische Felder sind die elektive orthopädische Chirurgie, Urologie und die medizinische Diagnostik.  Die Notaufnahme versorgt leichtere Akutfälle aus dem beschriebenen Einzugsgebiet.

## Abteilungen und Funktionen
- Notaufnahme
- Chirurgie
  - Orthopädische Chirurgie (elektiv, durch Ärzte des Krankenhauses Bispebjerg Hospital)
  - Urologie (elektiv, durch Ärzte des Klinikums Rigshospitalet)
  - Augenchirurgie (elektiv, durch Ärzte des Krankenhauses Glostrup Hospital)
- Innere Medizin
  - Kardiologie
  - Lungenmedizin
  - Gastroenterologie
  - Endokrinologie
  - Geriatrie
  - Rheumatologie
- Fachübergreifende Abteilungen
  - Anästhesiologie
  - Diagnostische Radiologie
  - Klinische Biochemie
  - Klinische Physiologie und Nuklearmedizin
  - Klinische Immunologie

Bis 1992 gehörte die Frederiksberg Krankenschwestserschule zum Hospital. Dies wurde dann aber ausgelagert und zur Dänischen Diakoniestiftung in Frederiksberg verlegt.
Das Krankenhaus verfügt mittlerweile nicht mehr über eine eigene Entbindungsstation. Das letzte der rund 1.800 Säuglinge, die seit der Gründung im Jahre 1903 dort zu Welt kamen, wurde Ende 2009 dort entbunden.

## Leitbild
Das Motto des Krankenhauses heißt „Der Patient im Mittelpunkt“.
Aufgabe des Krankenhauses ist es nach eigener Angabe, „eine kompetente Behandlung und Rehabilitation medizinischer Patienten mit langfristigen und chronischen Erkrankungen zu gewährleisten. Im Mittelpunkt steht dabei ein guter, kontinuierlicher Ablauf in enger Zusammenarbeit mit den Kommunen.“